# Carl Gustafsson
Carl Ivar Gustafsson (* 18. März 2000) ist ein schwedischer Fußballspieler. Er spielt seit der Jugend bei Kalmar FF und ist zudem schwedischer A-Nationalspieler.

## Karriere

### Verein
Carl Gustafsson spielte in seiner Fußballerkarriere bei IFK Berga, bevor er in die Jugendabteilung von Kalmar FF wechselte. Am 18. August 2019 gab er im Alter von 19 Jahren beim 2:1-Auswärtssieg gegen AIK Solna sein Profidebüt in der Allsvenskan. Er kam während der Saison 2019 in der Liga zu sieben Einsätzen und hatte dabei in vier Partien das Startelfmandat erhalten. Sein Verein musste zum Saisonende in die Relegationsspiele gegen den Zweitligisten IK Brage und schaffte dort den Klassenerhalt. In der Saison 2020 kam Gustafsson häufiger zum Einsatz, saß aber zeitweise nur auf der Bank oder gehörte nicht dem Spieltagskader an. Genau wie in der Vorsaison musste Kalmar FF in die Relegation gegen einen Zweitligisten, nun gegen J-Södra IF und auch dieses Mal gelang der Klassenerhalt. In der Saison 2021 gelang Carl Gustafsson der Durchbruch, als er sich als zentraler Mittelfeldspieler einen Stammplatz erkämpfte, wobei er vereinzelt auch als defensiver Mittelfeldspieler eingesetzt wurde. Anders als in den zwei vorangegangenen Saisons spielte Kalmar FF nicht gegen den Abstieg und zum Saisonende stand der sechste Platz. In der Saison 2022 behielt Gustafsson seinen Platz in der Stammelf, wurde aber nicht mehr hauptsächlich im zentralen Mittelfeld eingesetzt, sondern kam auch als defensiver Mittelfeldspieler und in einem Punktspiel auch als Innenverteidiger zum Einsatz. Genau wie in der vorangegangenen Saison spielte er mit seinem Verein nicht gegen den Abstieg und dieses Mal konnte Kalmar FF sogar den vierten Platz belegen.

### Nationalmannschaftsfußball
Am 19. April 2016 gab Carl Gustafsson bei einer 0:4-Niederlage gegen Dänemark sein Debüt für die U16 der Schweden und kam für diese Altersklasse zu drei Einsätzen. Im Oktober 2020 lief er in zwei Spielen für die schwedische U20-Nationalmannschaft auf und am 15. Januar 2020 gab es ein Testspiel gegen den zyprischen Erstligisten Anorthosis Famagusta.
Gustafsson hatte dann am 3. Juni 2021 beim 2:0-Sieg gegen Finnland seinen Einstand für die U21 Schwedens. Bis zu seinem altersbedingten Ausscheiden aus der Mannschaft absolvierte er elf U21-Länderspiele und schoss ein Tor. Carl Gustafsson verpasste mit der schwedischen U21-Nationalmannschaft die Teilnahme an der Europameisterschaft 2023 in Rumänien und Georgien.
Am 9. Januar 2023 debütierte er beim 2:0-Sieg gegen Finnland in der A-Nationalmannschaft der Schweden.